# Combi Dock
Die Schiffe der Combi-Dock-Baureihe vereinen erstmals die Funktionen eines Dock- und RoRo- sowie eines Schwergutschiffes.

## Einzelheiten
Diese Schiffe der Baureihe, Combi Dock I, Combi Dock III, Combi Dock IV und der als Blue Giant in Dienst gestellte zweite Neubau der Serie vom Typ Schwergut-Dockschiff sind als Schwergutschiffe, als RoRo-Schiffe, aber auch als Dockschiffe nutzbar. Sie werden von K/S Combi Lift, einem Joint-Venture zwischen Harren & Partner in Bremen und J. Poulsen Shipping in Korsør, Dänemark, befrachtet. Die Bereederung obliegt Harren & Partner.

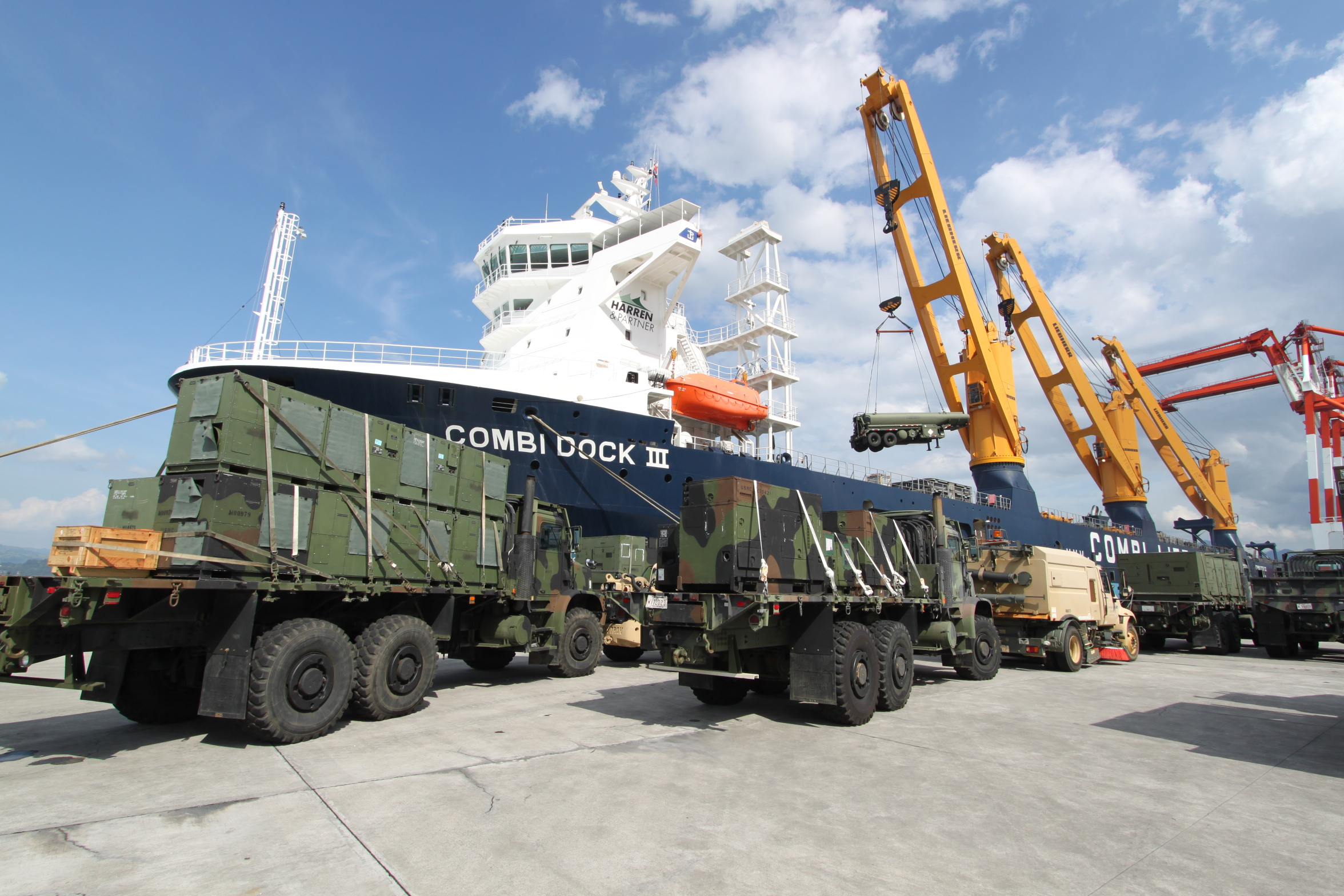
Combi Dock III in Subic Bay (Philippinen) im Einsatz

Die Rümpfe (Kaskos) wurden 2007 bis 2009 in Danzig bei der Crist-Werft gebaut und die Schiffe zwischen 2008 und 2010 auf der Lloyd Werft, die auch als Bauwerft auftritt, in Bremerhaven fertiggestellt. Die Schiffe sind 169,4 m lang und 25,4 breit. Der maximale Tiefgang beträgt 6,6 m, der Absenktiefgang 11,0 m. Die Vermessung der Combi Dock I und Combi Dock III beträgt 17.341 BZR/5.203 NRZ. Die Combi Dock IV ist mit 18.118 BZR/5.436 NRZ vermessen. Die Blue Giant ist 179,63 m lang 25,4 m breit und mit 18.189 BRZ/5.458 NRZ vermessen. Die Schiffe führen die Flagge von Antigua und Barbuda, der Heimathafen ist St. John’s.
Die Schiffe werden von zwei Hauptmaschinen des Herstellers MAN Diesel & Turbo SE angetrieben. Bei der Combi Dock I und der Blue Giant sind dies zwei Neunzylinder-Viertaktmotor-Dieselmotoren mit einer Leistung von jeweils 4500 kW (9L32/40), bei der Combi Dock III und Combi Dock IV zwei Achtzylinder-Viertaktmotoren mit einer Leistung von jeweils 4480 kW (8L32/44CR) die auf zwei Verstellpropeller wirken. Die Schiffe sind  mit Becker-Ruder ausgestattet. Weiterhin sind die Schiffe mit einem Bugstrahlruder ausgerüstet.
Es können rund 1385 TEU-Container (420 im Laderaum und 965 TEU an Deck) geladen werden. Die Schiffe können bei extrem hohen Ladungen mit offener Luke fahren. Die Heckrampe ist 18 m breit, 13,8 m lang und wiegt 750 t. Für den Ladungsumschlag stehen drei elektro-hydraulische Krane an der Backbordseite mit 2 × 350 t und 1 × 200 t bei 18 m Ausladung zur Verfügung, die kombiniert bis 700 t heben können.

## Die Schiffe
| Die Combi-Dock-Schiffe | Die Combi-Dock-Schiffe | Die Combi-Dock-Schiffe | Die Combi-Dock-Schiffe | Die Combi-Dock-Schiffe                              | Die Combi-Dock-Schiffe                                                                       | Die Combi-Dock-Schiffe |
| Bauname                | Bauwerft / Baunummer   | IMO-Nummer             | Auftraggeber           | Kiellegung Stapellauf Ablieferung                   | Spätere Namen und Verbleib                                                                   |                        |
| ---------------------- | ---------------------- | ---------------------- | ---------------------- | --------------------------------------------------- | -------------------------------------------------------------------------------------------- | ---------------------- |
| Combi Dock I           | Lloyd-Werft / 112      | 9400473                | Harren & Partner       | 15. Dezember 2006 22. Dezember 2007 20. Januar 2008 | -                                                                                            |                        |
| Combi Dock II          | Lloyd-Werft / 113      | 9400485                | Dockship II ApS        | 10. Juli 2007 14. März 2008 18. August 2008         | 2008: Blue Giant, 2011: OIG Giant I, 2011: Blue Giant, 2022: Mexican Giant                   |                        |
| Combi Dock III         | Lloyd-Werft / 114      | 9432828                | Dockship III ApS       | 20. März 2008 4. August 2008 17. Februar 2009       | 2017: Dock III                                                                               |                        |
| Combi Dock IV          | Lloyd-Werft / 115      | 9509970                | Poulsen Shipping       | - 7. Januar 2010                                    | 2011: OIG Giant II, 2016: Ocean Jazz, 2017: Industrial Jazz, 2017: Ocean Jazz, 2024: Oceanic |                        |

## Umbau derCombi Dock IV
Die Combi Dock IV wurde von August bis Ende September 2011 bei der Lloyd Werft umgebaut. Dabei erfolgte u. a. die Installation eines Hubschrauberlandedeckes, der Einbau von sechs zusätzlichen Hilfsdieseln zur Stromerzeugung und einer neuen Schalttafel. Das Schiff wurde in OIG Giant II umbenannt und soll von der Offshore-Installation-Group (OIG), einer Gesellschaft, an der Harren & Partner, Kongsberg Oil & Gas Technologies und Goldman Sachs Capital Partners beteiligt sind, im Offshore-Markt als Offshore-Installations- und Konstruktionsschiff eingesetzt werden.

## Einsatz
Im Juli 2017 überführte die Combi Dock III die Viermastbark Peking vom New Yorker Hafen nach der Peters Werft in Wewelsfleth.

## Umbau derCombi Dock IV
Die Combi Dock IV wurde von August bis Ende September 2011 bei der Lloyd Werft umgebaut. Dabei erfolgte u. a. die Installation eines Hubschrauberlandedeckes, der Einbau von sechs zusätzlichen Hilfsdieseln zur Stromerzeugung und einer neuen Schalttafel. Das Schiff wurde in OIG Giant II umbenannt und soll von der Offshore-Installation-Group (OIG), einer Gesellschaft, an der Harren & Partner, Kongsberg Oil & Gas Technologies und Goldman Sachs Capital Partners beteiligt sind, im Offshore-Markt als Offshore-Installations- und Konstruktionsschiff eingesetzt werden.

## Einsatz
Im Juli 2017 überführte die Combi Dock III die Viermastbark Peking vom New Yorker Hafen nach der Peters Werft in Wewelsfleth.